# ペレツ・マルキシュ

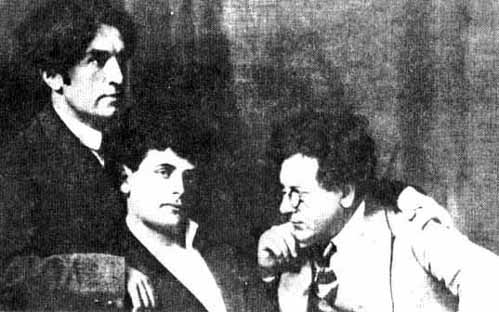
ペレツ・マルキシュ

ペレツ・ダヴィドヴィッチ・マルキシュ（ロシア語: Перец Давидович Маркиш, ラテン文字転写: Perets Davidovich Markish, 1895年12月7日 ヴォリニア・ポロンノイェ（Polonnoe, Volyn） - 1952年8月12日 モスクワ）はウクライナ出身のイディッシュ語作家。
30歳前後はポーランド・フランスに居住し、ユダヤ教徒迫害に対する悲哀を叙した詩を多く発表した。
1926年、ソ連に移住後、革命運動に献身した兄弟を描いた長詩『兄弟』（1929年）、共産主義を肯定する小説『世代から世代へ』（1934年）などを発表し、1939年、レーニン勲章を受章した。
しかし、第二次世界大戦後の作品に「民族主義」の傾向を指摘され、1948年、逮捕、1952年に処刑された。
スターリンの死後、名誉回復された。